# MegaMind
Ne doit pas être confondu avec Megamind.
MegaMind (メガメガマインド) est un jeu vidéo de puzzle sorti le 29 avril 1991 sur Sega Meganet, le modem de la  Mega Drive, uniquement au Japon. Le jeu a été développé et édité par Sega.

## Système de jeu
MegaMind est inspiré du jeu de société Mastermind. Dans ce jeu, les pions de couleur sont remplacés par les drapeaux des pays du monde entier.